# .vc
.vc — в Інтернеті, національний домен верхнього рівня (ccTLD) для Сент-Вінсенту і Гренадин.

## Домени 2-го та 3-го рівнів
В цьому національному домені нараховується близько 230,000 вебсторінок (станом на січень 2007 року).
У наш час використовуються та приймають реєстрації доменів 3-го рівня такі доменні суфікси (відповідно, існують такі домени 2-го рівня):
| Суфікс  | Регламентовані користувачі      |
| .com.vc | Комерційні установи, корпорації |
| .gov.vc | Державні та урядові установи    |